# 천호산성
천호산성(天壺山城)은 대한민국 전북특별자치도 익산시 여산면에 있는 백제의 산성이다. 1999년 4월 23일 전북특별자치도의 기념물 제99호로 지정되었다.

## 개요
전라북도 익산시 여산면 천호산의 정상을 돌로 둘러쌓은 테뫼식 산성이다.
성의 둘레는 669m이고 성벽의 폭은 5∼6m이며 현재 남아 있는 성곽 중 높이가 2.5m 이상되는 부분도 있다. 많이 붕괴되었지만 비교적 성의 전체 윤곽이 확실하게 남아 있다.
성 주위에서는 백제 수막새 기와와 토기조각들이 발견되고 있어 백제의 성곽으로 추정되며, 당시의 성의 축조방법에 대한 자료적 가치가 있다.

## 현지 안내문
이 성은 천호산 최고봉을 에워싼 테뫼식 산성으로서, 서쪽으로 미륵산성이 한눈에 들어오는 곳에 위치해 있다. 성벽은 크기가 일정하지 않은 부정형 뗀돌을 이용하여 경사면을 따라 쌓았다. 성벽의 둘레는 669m이며, 현재 보존된 성벽의 폭은 6m 내외, 잔존 높이는 2.5m 내외이다. 이 산성은 성 주변에서 백제시대 수막새기와와 토기조각 등이 수습되어 백제시대에 쌓은 성으로 추정된다. 후백제군과 고려군의 격전지라고도 전해지는 곳이다.

## 참고 자료
- 천호산성 - 국가유산청 국가유산포털